# Jacob Bigelow

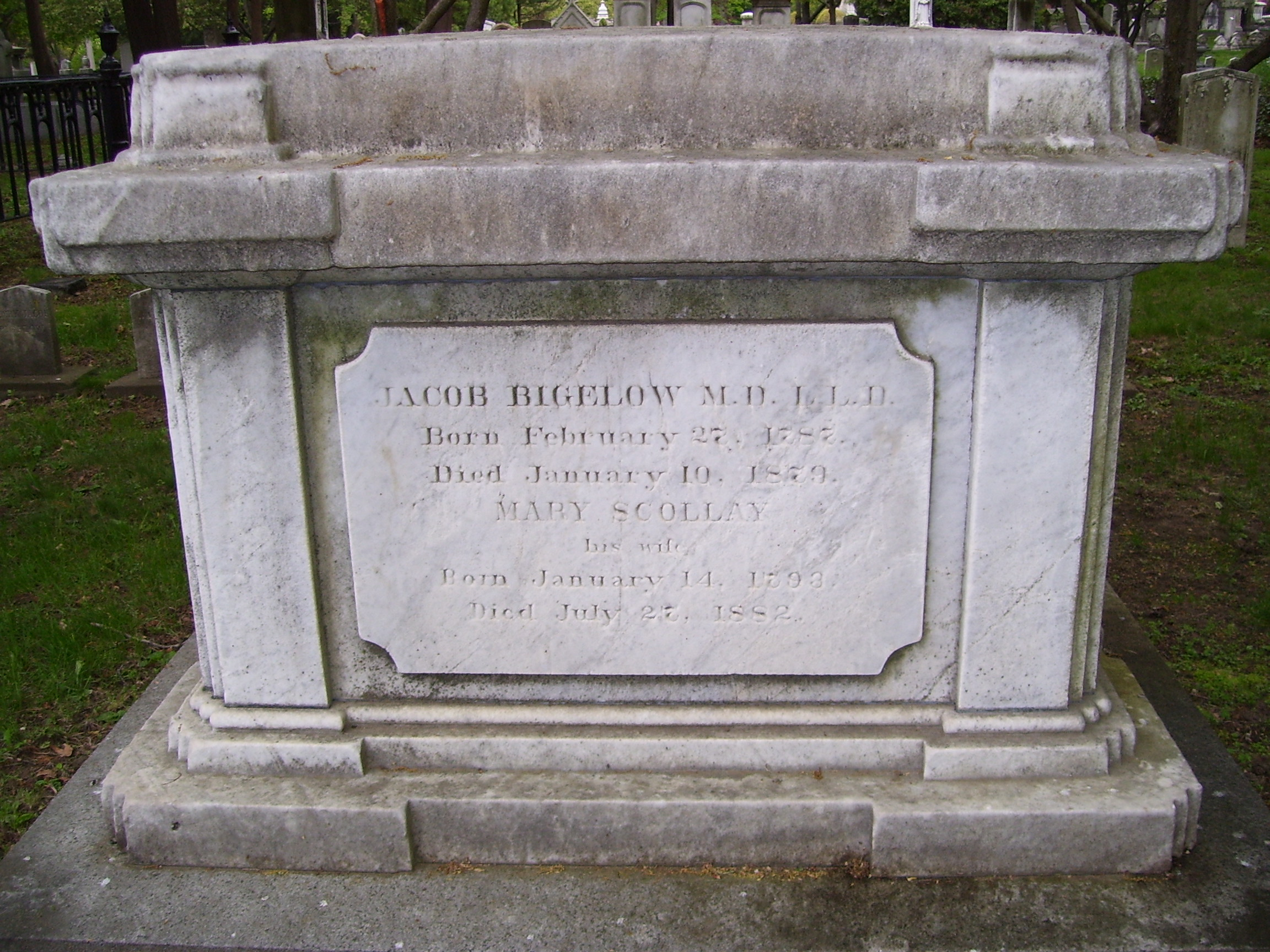
Ngôi mộ Jacob Bigelow tại Nghĩa trang Mount Auburn

Dr. Jacob Bigelow (1787–1879) là một bác sĩ y khoa, nhà thự vật học lỗi lạc, và là kiến trúc sư của nghĩa trang Mount Auburn tại Cambridge, Massachusetts.

## Tiểu sử
Bigelow sinh ra tại Sudbury, Massachusetts vào ngày 7 tháng 2 năm 1787 (các nguồn khác nêu 1786). Bigelow tốt nghiệp Trường Đại học Harvard vào năm 1806 và theo học bác sĩ John Gorham. Sau đó, ông tốt nghiệp y khoa từ Đại học Pennsylvania vào năm 1810. Ông cũng theo học thực vật học từ Benjamin Barton.
Bigelow dạy y khoa và thực vật học tại đại học Harvard và đã cho xuất bản nhiều cuốn sách, bao gồm các sách nói về các loài thực vật ở Hoa Kỳ, American Medical Botany. Sở thích của ông về cơ khí đã dẫn tới việc ông được bổ nhiệm vào vị trí giáo sư Rumford, một chức vụ được đặt ra tại Harvard nhằm mục đích giảng dạy về ứng dụng của khoa học vào những môn nghệ thuật có ích, ông giữ chức vụ này từ năm 1816 đến 1827. Sở thích về cơ khí và các môn khoa học không thuộc về sinh học cũng đã được trình bày trong ấn phẩm Elements of Technology vào năm 1829.
Bigelow đi đến ý nghĩ về thành lập nghĩa trang Mount Auburn vào năm 1825, mặc dù lúc đó khu vực của nghĩa trang hiện tại vẫn chưa có được cho đến 5 năm sau đó. Bigelow có mối bận tâm về việc mai táng không hợp sức khỏe của nhà thờ cũng như tính sẵn có của diện tích cho phép. Với sự giúp đỡ từ Hội Làm vườn Massachusetts, Nghĩa trang Mount Auburn được thành lập trên một diện tích 70 mẫu anh và được Cơ quan lập pháp Massachusetts cho phép sử dụng như là một khu vườn và nghĩa trang. Năm 1831, nơi chôn cất đầu tiên của nghĩa trang được dành cho Joseph Story, chủ tịch đầu tiên của hiệp hội Mount Auburn Association.
Bigelow mất ngày 10 tháng 1, 1879 và được chôn cất tại Mount Auburn Cemetery.

## Các xuất bản chọn lọc
- An introduction to physiological & systematical botany (1814)
- Florula bostoniensi (1814, 1st Edition)
- American medical botany (1817–20) (Vol. 1–3)
- Florula bostoniensi (1824, 2nd Edition)